# 식사동
식사동(食寺洞)은 경기도 고양시 일산동구에 있는 행정동 및 법정동이다. 일산역, 일산신도시에서 연결된 도로가 만나 원당, 서울로 연결되는 곳에 자리하고 있다. 동쪽으로는 주교동이 있으며 서쪽으로는 풍동, 성석동이 있고 그리고 남쪽으로는 산황동이 북으로는 문봉동이 자리하고 있다. 마을의 중앙으로 고양대로가 있다.

## 지명
식사동의 유래에 대해서는 공양왕과의 관련설이 지금까지 가장 유력한 설이다. 고려의 공양왕이 개성에서 나온 뒤 이곳 식사동 너머에 있는 원당동 왕릉골에 숨어 있을 때 이속 식사동에 있던 절에서 왕에게 밥을 해 주었다고 하여 ‘식사동’이 되었다는 것이다.

## 개요
식사동은 크게 자연촌락 마을, 아파트 마을, 공단지역 마을로 나뉘어 진다. 가장 넓은 면적을 차지하고 있는 자연촌락 마을로 영심이, 오룡동, 능안골, 견달, 구학재 마을이 있는데 오랜 역사를 가진 마을이다. 개발이 제한되어 있어 신축과 개발이 용이하지 못하다. 공단마을은 이 지역의 방아고개, 어침이 마을에 들어선 마을이다. 이곳 식사동에는 고양시 최대규모의 가구공단이 들어서 있다. 그리고 식사지구 개발과 함께 일산과 원당이 연결되는 고양대로 부근에 아파트가 들어서 있다. 이곳은 본래 논과 밭이 있던 곳으로,  2000년대 후반~2010년에 풍동 지구와 연계되어 초대형 아파트 단지(위시티)가 조성되었다. 이 아파트 단지 내부와 동국대 병원 및 의과 대학 주변에 거대한 상가가 형성되어 있다. 2020년에 위시티를 이은 일산자이2차가 형성되면서 아파트 단지의 입지가 확장되고 있다. 이후 2022년에 일산자이3차까지 조성되었다.

## 아파트
| 단지명                      | 건설사         | 시행사         | 주소                    | 입주        | 비고                 |
| --------------------------- | -------------- | -------------- | ----------------------- | ----------- | -------------------- |
| 은행마을 2단지 동문굿모닝힐 | 동문건설㈜     | 우인산업개발㈜ | 일산동구 은행마을로 62  | 2002년 5월  | 1단지는 풍동에 위치  |
| 은행마을 3단지 에스케이뷰   | 에스케이건설㈜ | ㈜대명종합건설 | 일산동구 은행마을로 100 | 2003년 8월  |                      |
| 일산자이 센트리지           | 지에스건설㈜   | ㈜디에스디삼호 | 일산동구 위시티3로 110  | 2020년 11월 | 구 원중초등학교 부지 |
| 일산자이 더 헤리티지        | 지에스건설㈜   | ㈜디에스디삼호 | 일산동구 위시티3로 111  | 2022년 2월  |                      |
| 휴먼빌 일산 클래스원        | ㈜일신건영     | ㈜일신건영     |                         | 2027년 4월  |                      |

## 주택상황 및 지하철노선연장
경기 고양시가 3기 신도시로 지정된 창릉신도시의 교통대책으로 제시된 지하철 ‘고양선’(가칭)의 고양구간 마지막 역인 ‘고양시청역’을 일산동구 식사동까지 연장하는 안을 조심스럽게 검토중인 것으로 알려져 그동안 신분당선 연장을 촉구해 온 식사동 지역에 기대감을 주고 있다.